# Борки (Підкарпатське воєводство)
Борки (пол. Borki) — село на Закерзонні в Польщі, у гміні Улянув Ніжанського повіту Підкарпатського воєводства.
Населення — 293 особи (2011).

## Історія
Після анексії поляками Галичини західне Надсяння півтисячоліття піддавалось інтенсивній латинізації та полонізації.
У 1831 році в селі було 166 греко-католиків, які належали до парафії Дубрівка Каньчузького деканату Перемишльської єпархії.
Відповідно до «Географічного словника Королівства Польського» у 1880 році село перебувало у складі Нисківського повіту Королівства Галичини та Володимирії Австро-Угорщини, у селі було 58 будинків і 414 мешканців.
На 01.01.1939 в селі проживало 550 мешканців (260 українців-грекокатоликів, 270 поляків, 20 юдеїв). Село входило до ґміни Яроцин Нисківського повіту Львівського воєводства Польщі. На той час унаслідок насильної асиміляції українці західного Надсяння опинилися в меншості.
У 1975—1998 роках село належало до Тарнобжезького воєводства.

## Прихід
Кількість греко-католиків у селі: 1831—166, 1849—158, 1869—175, 1880—214, 1889—260, 1899—134, 1913—144, 1928—247, 1939—276.

## Демографія
Демографічна структура станом на 31 березня 2011 року:
|          | Загалом | Допрацездатний вік | Працездатний вік | Постпрацездатний вік |
| -------- | ------- | ------------------ | ---------------- | -------------------- |
| Чоловіки | 159     | 32                 | 102              | 25                   |
| Жінки    | 134     | 21                 | 71               | 42                   |
| Разом    | 293     | 53                 | 173              | 67                   |